# Union Sportive Arlequins Perpignanais
Union Sportive des Arlequins Perpignanais (en español: Unión Deportiva de Arlequines de Perpiñán), que es comúnmente denominado por su acrónimo como USAP, es un equipo francés de rugby que juega en Perpiñán en el departamento de los Pirineos Orientales.
En la actualidad compite en la primera división del campeonato de rugby francés el Top 14 considerada la mejor liga de clubes del mundo.

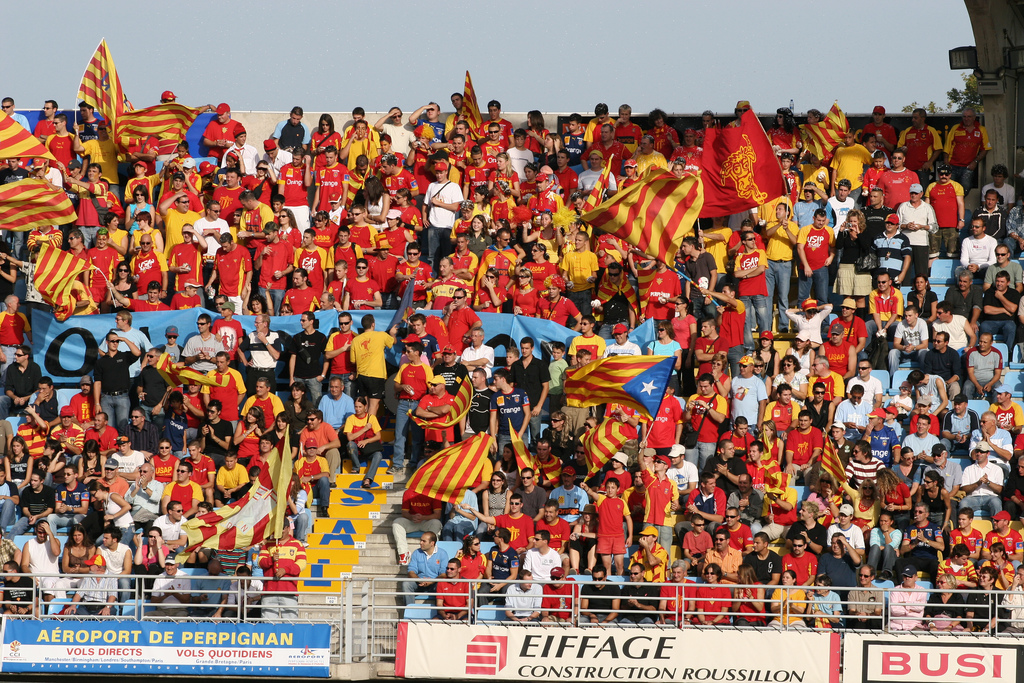
Seguidores de la USAP

## Historia

### Los comienzos
El rugby llega a Perpiñán en el año 1889, bajo el nombre de ’Union sportive du Lycée. El primer club civil, el Stade roussillonnais es fundado poco después, pero desaparece en 1902 para dejar paso a los que serían el comienzo de la USAP, ’Association Sportive Perpignanaise (ASP). Este equipo jugará con los colores rojo y oro, colores de la bandera de Cataluña. En 1909, la ASP absorbe el Perpignan sportif un club que fue fundado unos años antes. En 1911, llega el primer título nacional, el de la segunda serie contra el equipo de Dole. Un año después se produce una escisión dentro del club, así se crea el Stade olympique perpignanais (SOP). Este contratiempo no impide a la ASP hacer buenas temporadas en la liga francesa de rugby a 15, con una semifinal en 1913 y sobre todo un título el año siguiente contra el Tarbes. La transformación que dio la victoria al equipo de Perpiñán a pocos instantes del final del partido surge de un joven de 18 años, llamado Aimé Giral, que morirá en el frente durante la Primera Guerra Mundial, unos meses después del fallecimiento, el club a modo de homenaje le da su nombre al estadio, y se mantiene en la actualidad. 
Por otro lado el SOP se proclama campeón de Francia en la segunda Serie el 1913 (contra la AS Française 14-8).

### La primera edad de Oro
La guerra interrumpió el desarrollo del club. El año 1919, los dos clubs de la ciudad se fusionan creando así la Union sportive perpignanaise (USP). El nuevo club adopta, los colores azul cielo para la camiseta, el blanco para los pantalones y el rojo y amarillo en las medias. La razón de este cambio fue como un homenaje a los jugadores muertos del club durante la guerra de 1914-1918, adoptando el color azul de los uniformes franceses en la guerra.
Se inicia una época de éxito para el club de Perpiñán que se consolidará como uno de los más importantes del campeonato francés. Su gran año fue el 1921: los cuatro equipos que fueron campeones eran del Languedoc y los equipos I y II fueron campeones de Francia. Su segundo campeonato absoluto de Francia, lo ganó delante del Stade Toulousain en Béziers.
La USP disputó tres finales consecutivas (1924, 1925 y 1926), ganando la segunda contra la AS Carcassonne, y perdiendo las otras dos contra su gran rival occitano, el Stade Toulousain que durante aquella época, con 3 títulos era el dominador del rugby a 15 francés.
Durante aquellos años, un segundo club de rugby existía en Perpiñán, el Club des Arlequins Perpignanais. Su nombre se debe a que el club era muy pobre en sus inicios, y a menudo los jugadores, propietarios de sus camisetas, no las podían reemplazar cuando estaban rotas y las arreglaban con trozos de tejido que no siempre eran del color deseado, y de ahí un parecido con el vestido de un arlequín.

### De la fusión USP-Arlequins al penúltimo título
El 5 de mayo de 1933, los dirigentes de los dos clubes deciden fusionarse. Es así como nace la Union Sportive Arlequins Perpignan. En 1940, el nombre es modificado, denominándose como Union des Sports Athlétiques Perpignanais.
La USAP, que sería como se denominaría y se conoce en la actualidad, disputa dos nuevas finales, una que perdió en 1935, en cambio si ganó la final disputada en 1938, estas dos finales fueron contra Biarritz. Un quinto título concluye la etapa dorada de la USAP, una liga ganada contra el Bayona en 1944.
Sin embargo, en Rosellón fue un lugar elegido para disputar partidos de Rugby a 13, y desde el final de la guerra. Este deporte, prohibido por el Régimen de Vichy, renació y atrajo a la plantilla del USAP. Diez campeones de Francia del 1944 pasaron así a ser profesionales del rugby a 13.
A pesar de todo, la USAP se reconstruye y llega dos veces más a las finales. En 1952 fue derrotado por el FC Lourdes, que comenzaba su período de dominación del rugby a 15 francés. En la segunda final disputada en 1955 obtiene el sexto título de liga, y tendrían que pasar 54 años para que los aficionados de la USAP disfrutan del campeonato de liga.

### La época contemporánea
Salvando una final perdida durante el año 1977 contra el AS Béziers, la USAP, se convierte en un clásico de la primera división francesa. No desarrolla ningún papel importante. El último gran título del club será una Challenge Yves du Manoir el año 1994. A partir del 1997, el club vuelve a los puestos importantes del rugby a 15 francés, pero sin llegar a imponerse. El año 1998 disputa una nueva final. Es la primera final que se disputa en el Stade de France, la USAP fue vestida para la ocasión con el amarillo y rojo, pero perdió contra el Stade Français. Después el 2000, bajo la dirección de Olivier Saïsset, antiguo entrenador y jugador de la AS Béziers (el gran rival occitano de proximidad), el club llega sistemáticamente a las fases finales del campeonato. Disputa una nueva final, perdida el 2004 una vez más, contra el Stade Français.
La USAP disputa regularmente la Copa de Europa. Después de una experiencia el 1998-99, el club participa sistemáticamente desde el año 2001, a destacar la final perdida el año 2003 contra el Stade Toulousain.
Saïsset se va del club después de la derrota en la final del campeonato de 2004 y le reemplazan Philippe Boher y Philippe Ducousso, que llevan a la USAP hasta la semifinal del campeonato contra Biarritz el 2005-06 (perdiendo por 9 a 12). El mayo de 2006, Ducousso cede su plaza a Franck Azéma.
El año 2002 la USAP firmó un convenio de colaboración con el Barcelona Universitari Club (BUC), a partir del cual el equipo de Barcelona se denominó USAP-Barcelona, este club estuvo 2 temporadas en División de Honor, y en la actualidad el club se encuentra División de Honor B.
El 6 de junio de 2009, en el Stade de France de París, la USAP volvió a alzar el escudo de Brennus después de ganar su séptima liga, esta vez contra la ASM Clermont Auvergne, por 22 a 13. En un estadio lleno y miles de seguidores en las gradas, el equipo de Jacques Brunel rompió la sequía de títulos del club, con una magnífica segunda parte. La USAP, que había quedado primera durante la fase regular, jugaba su decimoquinta final de la liga en los más de cien años de su historia, de las cuales solo había ganado seis.

## Catalanismo
El catalanismo de la USAP queda patente en la simbología, canciones, peñas, etc. del club. Mantiene una fuerte relación con el Fútbol Club Barcelona, con TV3 -patrocinador-, y tiene un equipo filial en Barcelona (BUC-USAP-Barcelona), jugando en División de Honor B de rugby. La canción más popular entre sus seguidores es L'Estaca, de Lluís Llach, cantada a modo de himno. El 9 de abril de 2011 escogió disputar como local un partido de cuartos de final de la Heineken Cup en el Estadio de Montjuic de Barcelona, completamente abarrotado por sus seguidores.

## Palmarés

### Torneos internacionales
- Subcampeón Copa de Campeones Europeos de Rugby (1): 2002-03

### Torneos nacionales
- Campeonato de Francia (7): 1913-14, 1920-21, 1924-25, 1937-38, 1943-44, 1954-55, 2008-09.

- Pro D2 (2): 2017-18, 2020-21.

- Desafío Yves du Manoir (3): 1935, 1955, 1994.

- Subcampeón Top 14 (9): 1923–24, 1925–26, 1934–35, 1938–39, 1951–52, 1976–77, 1997–98, 2003–04, 2009–10

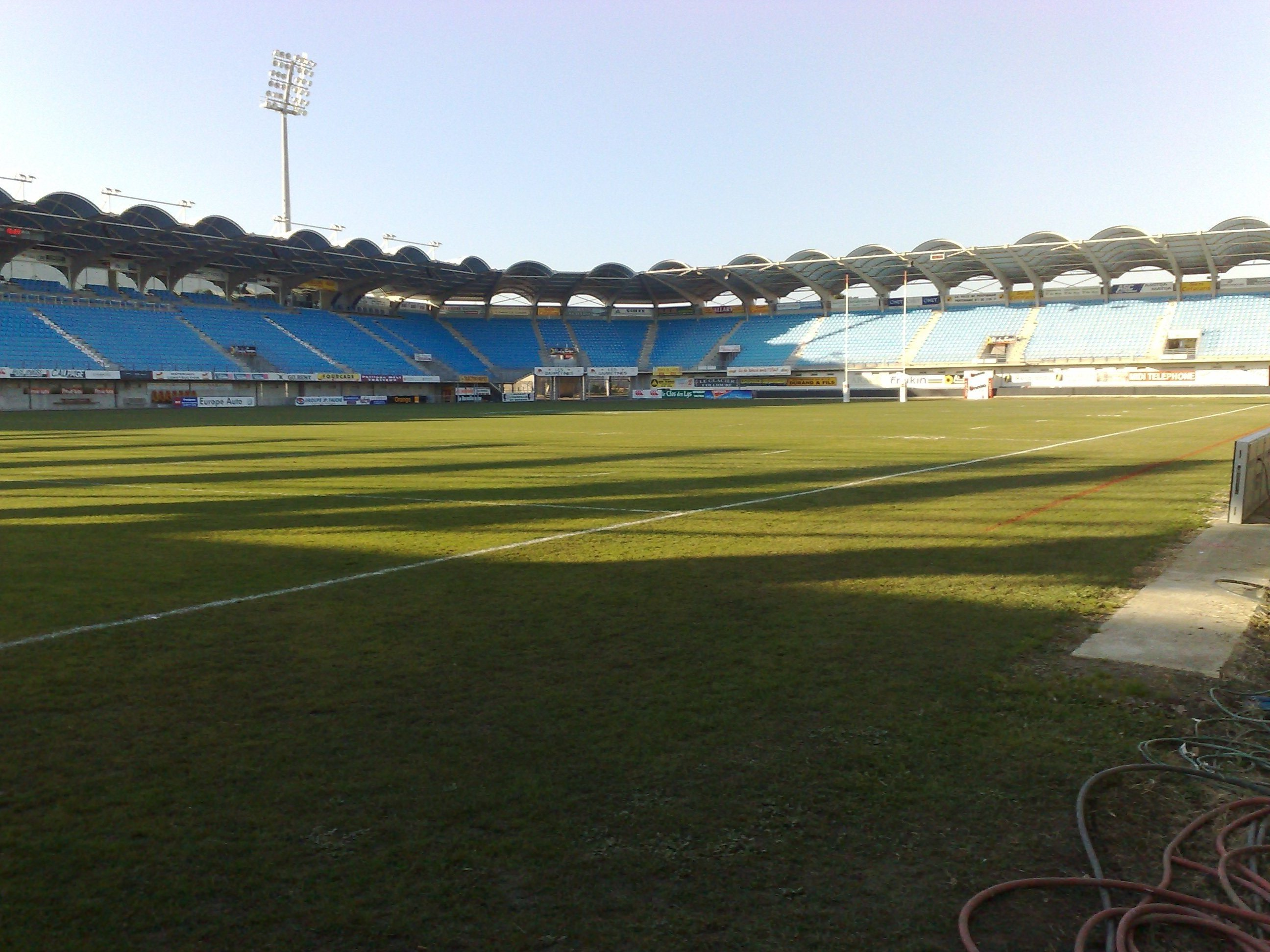
Stade Aimé Giral de Perpiñán

## Directores técnicos
- Gilbert Brutus
- Fernand Vaquer
- Joseph Desclaux
- Georges Coste
- Alain Hyardet
- Olivier Saïsset
- Philippe Boher
- Philippe Ducousso
- Jacques Brunel
- Christian Lanta